# 要素市场
要素市场（英語：Factor market），又称生产要素市场，指進行生產要素交易的市場，是基本市场类型之一，其他基本市场类型還包括产品市场、金融市场。
在要素市场上，消费单位向出价最高的那些生产单位销售他们的劳动力及其他资源。要素市场分配着生产要素——土地、劳动力与资本，并向生产资源的所有者分配收入——工资、租金等等。
消费单位将把从要素市场上获得的收入中的大部分用于在产品市场购买商品与服务。如食物、住房、汽车等都是产品市场上销售的商品与服务。重要的要素市场包括土地要素市场和劳动力要素市场等。